# It’s a Raid
«It’s a Raid» — совместная песня британского хеви-метал-музыканта Оззи Осборна и американского певца Post Malone. Была написана Джоном Осборном, Остином Постом, Луи Беллом, Чедом Смитом, Али Тампоси и Эндрю Уоттом. Спродюсированная Уоттом и Беллом и выпущенная 20 февраля 2020 года песня стала четвёртым синглом с двенадцатого студийного альбома Осборна Ordinary Man, что предшествовало альбому, вышедшему день спустя. Это было вторым по счёту сотрудничеством Осборна и Malone после вышедшего в сентябре 2019 года сингла «Take What You Want» с третьего студийного альбома Malone Hollywood's Bleeding. Вероятно, это было записано в то время, когда Осборн, Malone и Трэвис Скотт работали в студии над «Take What You Want».

## Участники записи
Сведения взяты из сервиса Tidal.
- Оззи Осборн — главный вокалист, автор песен
- Post Malone — вокалист, автор песен
- Эндрю Уотт[англ.] — продюсирование, написание песен, соло-гитара
- Луи Белл — запись, производство, производство вокала
- Чед Смит — ударные[4]
- Пол Ламалфа — запись
- Мэнни Марроквин[англ.] — микширование
- Крис Галланд — ассистент микширования
- Робин Флорент — ассистент микширования
- Скотт Десмарэйс — ассистент микширования
- Майк Боцци[англ.] — мастеринг

## Чарты
| Чарт (2020)                                  | Высшая позиция |
| -------------------------------------------- | -------------- |
| США (Billboard Hot Rock & Alternative Songs) | 5              |